# Gilgian Gelzer
Gilgian Gelzer, né le 18 février 1951 à Berne, est un peintre et enseignant suisse.

## Biographie
Gilgian Gelzer naît le 18 février 1951 à Berne.
Il grandit dans une famille de diplomates et passe sa jeunesse à Berne, Bucarest, Berlin, Caracas et à New York où, adolescent, il est en contact avec l'expressionnisme abstrait, le pop art et le minimalisme. De 1970 à 1974, il étudie la peinture à l'École nationale supérieure des beaux-arts (ENSBA) à Paris. Entre 1987 et 2009, il est professeur de peinture et de dessin à l'École supérieure d'arts et médias de Caen.

## Travail
À partir de formes géométriques ou organiques imbriquées ou superposées, il construit des compositions solides, aux couleurs vives et fortement contrastées. Pour lui, « la peinture permet de se glisser entre les apparences et les catégories, de développer des signes qui ne font pas partie d'un code établi ».

## Expositions
- Espace d'art Chaillioux, Fresnes, 1994
- Galerie Bernard Jordan, Paris, 1994 et 1999
- École supérieure d'art et design, Reims, 1997
- Galerie Jordan-Devarrieux, Paris, 2011
- École nationale supérieure des Beaux-Arts, Paris, 2017
- Musée des beaux-arts[4], Caen, 2019